# William Le Baron Jenney
William Le Baron Jenney (* 25. September 1832 in Fairhaven, Massachusetts; † 14. Juni 1907 in Los Angeles, Kalifornien) war ein  amerikanischer Architekt und Ingenieur, der auch als „Vater des Wolkenkratzers“ angesehen wird.

## Leben und Wirken

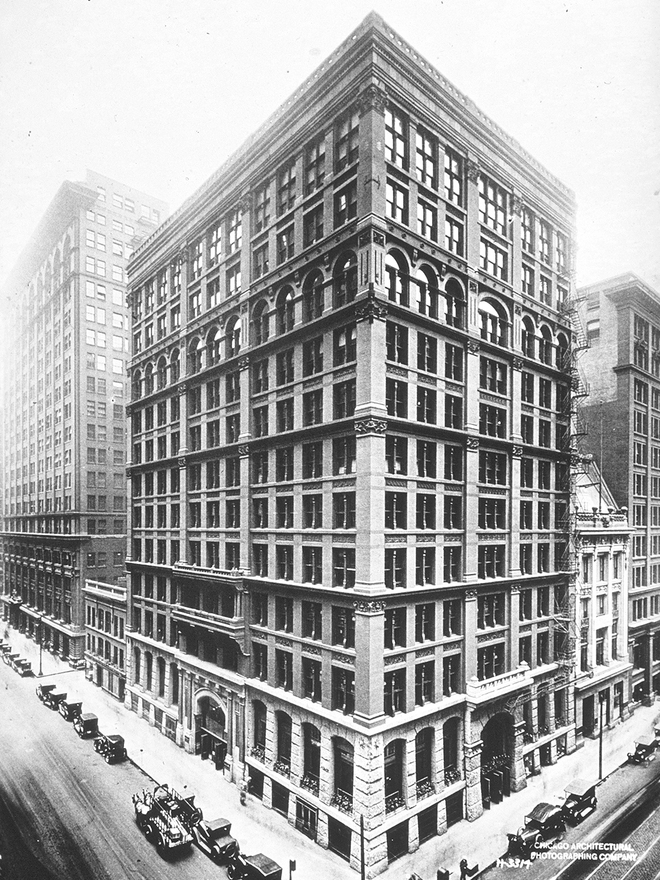
Das Home Insurance Building von 1885 in Chicago

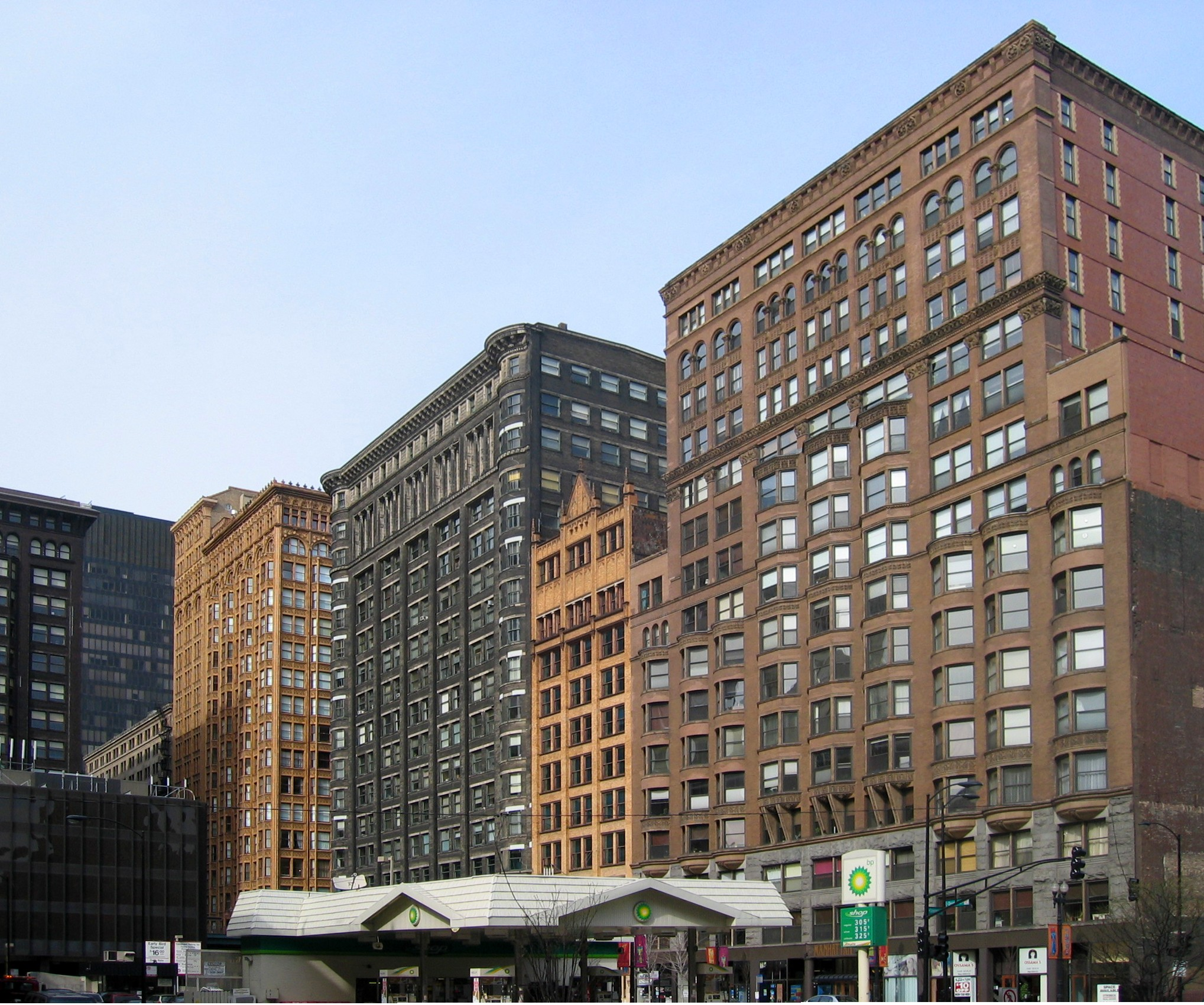
Das Manhattan Building von 1891 in der South Dearborn Street in Chicago

Jenney erlangte seine Schulausbildung an der Phillips Academy, danach besuchte er die Lawrence Scientific School in Harvard, um sich als Ingenieur ausbilden zu lassen. Unbefriedigt von den dortigen Ausbildungsstandards machte er sich nach Europa auf, wo er die besseren Schulen vermutete, und erlangte seinen Abschluss 1856 an der École Centrale Paris. Nach seinem Abschluss nahm er eine Stelle als Ingenieur bei einer mexikanischen Eisenbahngesellschaft an. 1861 kehrte er in die Vereinigten Staaten zurück, um im Sezessionskrieg auf Seiten der Union als Festungsingenieur zu dienen. Er diente als Captain unter General Ulysses S. Grant in Vicksburg und danach im Stab von General William T. Sherman bei dessen Marsch an das Meer. Er verließ die Armee im Rang eines Majors.
Nach dem Krieg, 1867, zog Jenney nach Chicago und eröffnete dort sein eigenes Architektenbüro. 1869 veröffentlichte er mit seinem Partner, Sanford E. Loring, Principles and Practice of Architecture (46 plates) Seine ersten Kommissionen umfassten eine Reihe von Entwürfen von Parks und Boulevards in Chicago. 1878 entwarf Jenney das „Leiter I Building“. Dieses Gebäude, das auch „First Leiter Building“ genannt wurde, stellt einen wichtigen Meilenstein in der Architekturgeschichte dar. Es war das erste Gebäude, das alle vier Elemente eines modernen Wolkenkratzers kombinierte: eine für die damalige Zeit sehr große Höhe von sieben Stockwerken, ein tragendes Stahlskelett, Brandschutzmaßnahmen für die gesamte Tragkonstruktion mittels Terrakotta-Formteilen und eine leistungsfähige vertikale Transportinfrastruktur mittels des 1853 von Elisha Graves Otis erfundenen Sicherheitsaufzugs.
Zwei Jahre später entwarf Jenney das 10-stöckige Home Insurance Building, das auf denselben Elementen wie das First Leiter Building beruhte und heute weitgehend als erster Wolkenkratzer angesehen wird. Diese und ähnliche Bauten, die er in seiner weitergehenden Karriere noch bauen sollte, brachten Jenney den Ruf ein, der „Vater des Wolkenkratzers“ zu sein.
1872 wurde Jenney Mitglied des American Institute of Architects (AIA), und 1885 wurde er „Fellow“. Er war Vize-Präsident von 1898 bis 1899.
1893 entwarf er für die World’s Columbian Exposition das Gartenbau-Gebäude Horticultural Building, das als eines der schönsten Gebäude angesehen wurde.
Von 1876 bis 1880 unterrichtete er Architektur an der University of Michigan. In seinem Büro bildete er zahlreiche Lehrlinge aus.
Nach drei kurzer Partnerschaften und der Arbeit als alleiniger Architekt ging er 1891 wieder eine Partnerschaft ein unter Jenney & Mundie. 1905 wurde daraus die Firma  Jenney, Mundie & Jensen bis zum Tod von Jenney.
Zu seinen Schülern sollten die Größten der aufkommenden Chicagoer Schule (Architektur) gehören: William Holabird, Martin Roche, Daniel Burnham, John W. Root und nicht zuletzt der wohl berühmteste davon, Louis Sullivan.